# Ющук Микола Дмитрович
Микола Дмитрович Ющук (22 грудня 1940, с. Оводи Кобринського району Берестейської області Білорусі — 17 жовтня 2023) — російський вчений у галузі медицини, доктор медичних наук (1980), професор, академік РАМН, президент Московського державного медико-стоматологічного університету (МДМСУ) ім. А. І. Євдокимова.
Член Громадської палати Російської Федерації третього складу. Почесний професор Тернопільського державного медичного університету імені І. Я. Горбачевського

## Життєпис
Микола Ющук народився 22 грудня 1940 року в селі Оводи Кобринського району Берестейської області Білорусі.
Закінчив Іркутський державний медичний університет, де навчався з 1960 по 1966 рік. Після закінчення інституту навчався у клінічній ординатурі на кафедрі інфекційних хвороб Іркутського державного медичного інституту. 1968 року Микола Дмитрович очолив інфекційну лікарню міста Іркутська. 1969 року Ющука було запрошено до Центрального НДІ епідеміології стажером-дослідником, молодшим науковим співробітником.
З 1971 року працював у МДМСУ ім. О. І. Євдокимова, починаючи асистентом завідувача кафедри інфекційних хвороб (з 1986), також обіймав посади декана (з 1981) та проректора з навчальної роботи (з 1991). З 2002 до 2007 року Микола Дмитрович був ректором МДМСУ, з 2007 року — президентом вишу. 1972 року захистив кандидатську дисертацію, 1980 — докторську.
Помер 17 жовтня 2023 року.

## Нагороди
- Орден «За заслуги перед Вітчизною» IV ступеня (2000) — за великий внесок у розвиток медичної науки та підготовку висококваліфікованих кадрів[7].
- Орден «За заслуги перед Вітчизною» III ступеня (2006) — за великий внесок у розвиток охорони здоров'я, медичної науки, підготовку висококваліфікованих медичних працівників та багаторічну сумлінну роботу[8].
- Орден Олександра Невського (18 травня 2021) — за великі заслуги у науковій та педагогічній діяльності, підготовці кваліфікованих фахівців та багаторічну сумлінну роботу[9]
- Орден Пошани (2016)
- Орден Дружби (2010)
- Орден «Знак Пошани»
- Заслужений діяч науки Російської Федерації (1997)